# San Filippo Neri in Borgo

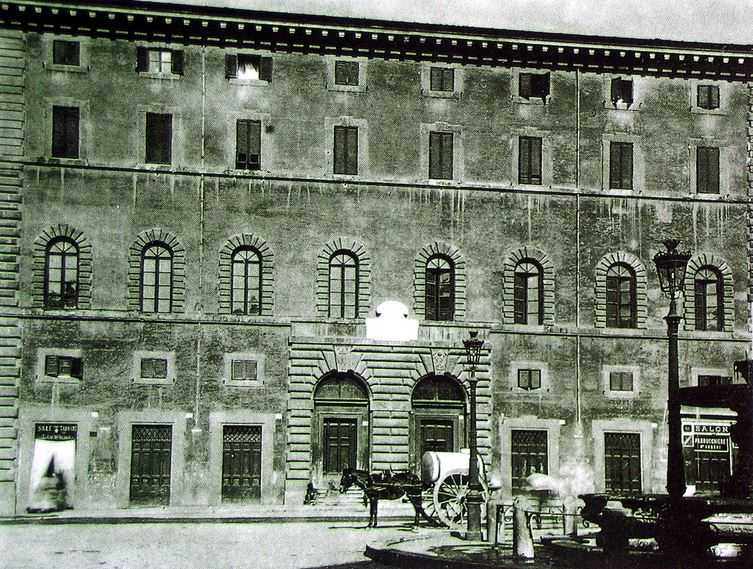
Foto da fachada do Palazzo dei Convertendi por volta de 1920, antes da demolição. A entrada para a igreja era pela porta da esquerda.

San Filippo Neri in Borgo era uma igreja de Roma que ficava localizada no interior do antigo Palazzo dei Convertendi, no rione Borgo, na época na Piazza Scossacavalli. Dedicada a São Filipe Néri, ela foi demolida juntamente com o palácio na década de 1930 para permitir a abertura da Via della Conciliazione. O palácio foi reconstruído na margem da via em seguida.

## História
O antigo Palazzo Caprini foi construído no século XV para o protonotário Alessandro Caprini com base num projeto de Donato Bramante e completado, depois de sua morte, por Rafael. Em 1685, ele foi doado para a igreja e incorporado num novo palácio, muito maior, destinado a receber pessoas que haviam se convertido ao catolicismo, motivo pelo qual foi chamado de Palazzo dei Convertendi. Uma nova igreja foi construída num dos halls de entrada do palácio e tinha um altar.
Entre 1936 e 1950, a Via della Conciliazione foi aberta  e todo o rione Borgo foi re-estruturado. Todos os edifícios entre o Borgo Vecchio e o Borgo Nuovo, a chamada Spina di Borgo, foram demolidos. Em 1938, o palácio foi demolido e, juntamente com ele, a igreja.

## Descrição
Segundo Mariano Armellini, a igreja era "belíssima". Havia uma pequena nave quadrada, um presbitério separado por um arco triunfal e uma minúscula capela lateral ou edícula do lado esquerdo.
A fachada do palácio de frente para a antiga praça tinha dois portais bem grandes, idênticos em silhares rusticados e de topo curvo. A entrada para a capela era pelo da esquerda.